# موگ اینک
موگ اینک (انگلیسی: Moog Inc.) شرکت هوافضای آمریکایی است، که در سال ۱۹۵۱ تأسیس شد.